# (30028) Yushihomma
(30028) Yushihomma es un asteroide perteneciente al cinturón de asteroides, descubierto el 29 de febrero de 2000 por el equipo del Lincoln Near-Earth Asteroid Research desde el Laboratorio Lincoln, Socorro, Nuevo México.

## Designación y nombre
Designado provisionalmente como 2000 DL42. Fue nombrado en honor de Yushi Homma (n. 1995) quien fue finalista en Intel Science Talent Search 2014, una competencia científica para estudiantes de último año de secundaria, por su proyecto de matemáticas. Asiste a la escuela secundaria Carmel en Carmel, Indiana.

## Características orbitales
Yushihomma está situado a una distancia media del Sol de 2,417 ua, pudiendo alejarse hasta 2,835 ua y acercarse hasta 1,999 ua. Su excentricidad es 0,173 y la inclinación orbital 2,082 grados. Emplea 1372,48 días en completar una órbita alrededor del Sol.
Pertenece a la familia de asteroides de (20) Massalia.

## Características físicas
La magnitud absoluta de Yushihomma es 15,20. 